# Eigentumsklage
Eigentumsklage ist im österreichischen Sachenrecht der Oberbegriff für privatrechtliche Klagen zum Schutz des Eigentums.
Die Klage wegen Entziehung des Eigentums (rei vindicatio) kann der nichtbesitzende Eigentümer gegen den besitzenden Nichteigentümer erheben und Herausgabe der streitgegenständlichen Sache verlangen. Sie ist nur möglich, wenn dem beklagten Besitzer kein Recht zum Besitz, wie es z. B. der Mieter hat, zusteht (§ 366 ABGB nach österreichischem Recht).
Die Eigentumsfreiheits-, Eigentumsstörungs- oder Negatorienklage (actio negatoria) richtet sich gegen angemaßte Nutzungsrechte Dritter am Eigentum (§ 523, 2. Fall ABGB). Zur Abwehr privater Immissionen und zum Ausgleich bei gewerblichen oder industriellen Einwirkungen sowie zum Verbot, Privatgrundstücke abzugraben, gibt es im ABGB spezielle Regelungen (§§ 364 Abs. 2 Satz 1, 364a, 364b ABGB).
Die sog. Publizianische Klage (actio publiciana) ist die Klage aus dem rechtlich vermuteten Eigentum des Klägers (§ 372 ff ABGB).

## Rei vindicatio
Die wichtigste Voraussetzung zur Aktivlegitimation der „eigentlichen Eigentumsklage“ ist das Eigentum des Klägers. Er hat sein Eigentum (bzw. Eigentumserwerb) und Gewahrsame des Beklagten zu beweisen. Aus diesem Grunde ist stets zu beachten, dass vor allem ein gutgläubiger Erwerb des Beklagten vom nichtberechtigten Dritten zu Verlust des Eigentums und somit zum Nichtbestehen einer Aktivlegitimation führen kann.
Diese Klage stammt aus der Zwölf-Tafel-Zeit. Kläger und Beklagter behaupten mittels vindicatio (vermutlich ein Stab, mit dem auf die Sache angetippt wurde) und contravindicatio ihr Eigentum an der Sache. Beide müssen für ihre Behauptung eine Geldsumme einsetzen (sacramentum). Die gesamte Verhandlung war sehr stark ritualisiert. Der Richter entscheidet schließlich, wessen Recht das bessere ist, die Sache als Eigentümer zu haben.

## Gegenansprüche des Beklagten
Der unterlegene Beklagte hat Anspruch auf Ersatz der von ihm auf die Sache gemachten Aufwendungen, wobei sich der Umfang dieser Ersatzpflicht nach der Redlichkeit des Beklagten richtet. Dieser Anspruch ist geschützt durch ein Retentionsrecht (Zurückbehaltungsrecht) des Beklagten. Für Schäden an der Sache haftet nur der unredliche Inhaber.
|                                                      | Redlichkeit des Besitzers (innehabenden Nichteigentümers) | Unredlichkeit des Besitzers (innehabenden Nichteigentümers) |
| Definition                                           | Der Besitzer ist redlich, wenn er die Sache „aus wahrscheinlichen Gründen […] für die seinige hält“ (§ 326 ABGB). | Der Besitzer hat - tatsächliche Kenntnis, dass die Sache nicht ihm gehört (Vorsatz); oder er - muss aus den Umständen vermuten, dass die Sache nicht ihm gehört (Fahrlässigkeit). Selbst wenn der Besitzer die Sache redlich erworben hat, kann sein Besitz dann unredlich werden, wenn er in der Zwischenzeit Kenntnis/die Vermutung erlangt, dass er nicht Eigentümer geworden ist (mala fides superveniens nocet, lat. für ‚spätere Schlechtgläubigkeit schadet‘). Ab Klagszustellung gilt der Besitzer in jedem Fall als unredlich. |
| Anspruch auf die Früchte (Natural- und Zivilfrüchte) | | Herausgabe aller Früchte: - fructus percepti (lat. für ‚gezogene Früchte‘) - fructus percipiendi (lat. für ‚zu ziehende Früchte‘) |
| Anspruch auf Aufwandsersatz                          | Ersatz des - notwendigen Aufwandes (z. B. Reparaturkosten zur Erhaltung der Sache); - nützlichen Aufwandes (nicht notwendiger, aber wertsteigernder Aufwand) | Ersatz des - notwendigen Aufwandes; - nützlichen Aufwandes (nur, wenn zum überwiegenden Vorteil des Eigentümers) |
| Retentionsrecht:                                     | Der Beklagte ist zur Rückstellung der Sache nur Zug um Zug gegen die Befriedigung seiner Forderungen verpflichtet. Das Zurückbehaltungsrecht ist nach herrschender Meinung kein dingliches Recht, sondern ein Sicherungsrecht sui generis (lat. für ‚eigener Art‘). Es gewährt kein Recht zur Verwertung wie dies etwa beim Pfandrecht der Fall ist. Das Zurückbehaltungsrecht kann abgewendet werden durch eine Sicherheitsleistung (nicht durch Bürgschaft); der Eigentümer kann aber auch die Sache aufgeben (Abandonrecht). | Der Beklagte ist zur Rückstellung der Sache nur Zug um Zug gegen die Befriedigung seiner Forderungen verpflichtet. Das Zurückbehaltungsrecht ist nach herrschender Meinung kein dingliches Recht, sondern ein Sicherungsrecht sui generis (lat. für ‚eigener Art‘). Es gewährt kein Recht zur Verwertung wie dies etwa beim Pfandrecht der Fall ist. Das Zurückbehaltungsrecht kann abgewendet werden durch eine Sicherheitsleistung (nicht durch Bürgschaft); der Eigentümer kann aber auch die Sache aufgeben (Abandonrecht).         |
| Anspruch auf Schadenersatz                           | Der Kläger haftet nach den allgemeinen Regeln für Schäden, die seine Sache verursacht hat (z. B. Hund beißt Beklagten); bei Unredlichkeit ist ggf. Mitverschulden zu beachten. | Der Kläger haftet nach den allgemeinen Regeln für Schäden, die seine Sache verursacht hat (z. B. Hund beißt Beklagten); bei Unredlichkeit ist ggf. Mitverschulden zu beachten. |

## Schadenersatzansprüche des Klägers
Der unredliche Besitzer haftet (wegen Vorsatzes oder Fahrlässigkeit) für den Schaden, der beim Eigentümer nicht eingetreten wäre (casus-mistus-Haftung). Der redliche haftet – mangels Verschuldens – nicht.